# Kavo Gkreko
Kavo Gkreko este o arie protejată (sit de importanță comunitară — SCI, arie de protecție specială avifaunistică — SPA) din Cipru întinsă pe o suprafață de 1.875,44 ha, integral pe uscat.

## Localizare
Centrul sitului Kavo Gkreko este situat la coordonatele 34°58′11″N 34°03′51″E / 34.9697°N 34.0643°E.

## Înființare
Situl Kavo Gkreko a fost declarat arie de protecție specială avifaunistică în decembrie 2002.

## Biodiversitate
Situată în ecoregiunile marină mediteraneană și mediteraneană, aria protejată conține 14 habitate naturale: Bancuri de nisip acoperite în permanență slab de apă marină, Straturi cu Posidonia (Posidonion oceanicae), Recifuri, Vegetație anuală la limita mareei, Faleze cu vegetație de Limonium spp. endemic de pe coastele mediteraneene, Tufărișuri halo-nitrofile (Pegano-Salsoletea), Iazuri temporare mediteraneene, Matorral arborescenți cu Juniperus spp., Matorral arborescenți cu Zyziphus, Sarcopoterium spinosum phryganas, Pseudostepă cu ierburi și specii anuale de Thero-Brachypodietea, Pante stâncoase calcaroase cu vegetație casmofită, Peșteri marine scufundate complet sau parțial, Păduri de Olea și Ceratonia.
La baza desemnării sitului se află mai multe specii protejate:
- păsări (78): ciocârlie-de-câmp (Alauda arvensis), Alaudala rufescens, pescăruș albastru (Alcedo atthis), fâsă-de-câmp (Anthus campestris), fâsă roșiatică (Anthus cervinus), fâsă de luncă (Anthus pratensis), fâsă de pădure (Anthus trivialis), lăstunul mare (Apus apus), stârc roșu (Ardea purpurea), stârc galben (Ardeola ralloides), pasărea ogorului (Burhinus oedicnemus), rândunică roșcată (Cecropis daurica), măcăleandru roșcat (Cercotrichas galactotes), prundăraș de sărătură (Charadrius alexandrinus), erete de stuf (Circus aeruginosus), erete vânăt (Circus cyaneus), erete alb (Circus macrourus), Clamator glandarius, dumbrăveancă (Coracias garrulus), prepeliță (Coturnix coturnix), cuc (Cuculus canorus), lăstun de casă (Delichon urbicum), egretă mică (Egretta garzetta), Emberiza caesia, presură galbenă (Emberiza citrinella), presură de grădină (Emberiza hortulana), Emberiza melanocephala, șoim călător (Falco peregrinus), vânturel de seară (Falco vespertinus), pescăriță râzătoare (Gelochelidon nilotica), rândunică (Hirundo rustica), Hydrocoloeus minutus, sfrâncioc roșiatic (Lanius collurio), sfrânciocul cu frunte neagră (Lanius minor), sfrâncioc cu cap roșu (Lanius senator), Larus audouinii, pescăruș negricios (Larus fuscus), Larus genei, pescăruș râzător (Larus ridibundus), privighetoare (Luscinia megarhynchos), prigoare (Merops apiaster), gaia neagră (Milvus migrans), mierlă de piatră (Monticola saxatilis), mierlă albastră (Monticola solitarius), muscar sur (Muscicapa striata), Oenanthe cypriaca, pietrar mediteranean (Oenanthe hispanica), Oenanthe isabellina, pietrar sur (Oenanthe oenanthe), vultur pescar (Pandion haliaetus), vrabie negricioasă (Passer hispaniolensis), codroș de munte (Phoenicurus ochruros), codroșul de pădure (Phoenicurus phoenicurus), pitulice de munte (Phylloscopus bonelli), pitulice sfârâitoare (Phylloscopus sibilatrix), lăstun de mal (Riparia riparia), mărăcinar (Saxicola rubetra), mărăcinar negru (Saxicola torquatus), scatiu (Spinus spinus), graur (Sturnus vulgaris), silvie cu cap negru (Sylvia atricapilla), silvie de zăvoi (Sylvia borin), silvie de câmp (Sylvia communis), silvie-mică (Sylvia curruca), Sylvia hortensis, silvie mediteraneană (Sylvia melanocephala), Sylvia melanothorax, silvie porumbacă (Sylvia nisoria), Sylvia ruppeli, Tachymarptis melba, sturzul viilor (Turdus iliacus), mierlă (Turdus merula), sturz-cântător (Turdus philomelos), sturz (Turdus pilaris), sturzul de vâsc (Turdus viscivorus), strigă (Tyto alba), pupăză (Upupa epops), nagâț (Vanellus vanellus)
- mamifere (3): foca-călugăr (Monachus monachus), liliac cu urechi de șoarece (Myotis blythii), delfin mare (Tursiops truncatus)
- reptile (1): Natrix natrix cypriaca

Pe lângă speciile protejate, pe teritoriul sitului au mai fost identificate 5 specii de plante, 16 specii de păsări, 3 specii de amfibieni, 5 specii de mamifere, 7 specii de nevertebrate, 1 specie de pești, 9 specii de reptile.